# Левадки (Павлоградський район)
Лева́дки — село в Україні, у Павлоградському районі Дніпропетровської області. Входить до складу Троїцької сільської громади. Населення за переписом 2001 року становить 98 осіб.

## Географія
Село Левадки знаходиться за 5 км від правого берега річки Вовча, на відстані 1 км від села Великоолександрівка (Синельниківський район).
Біля села знаходиться курган бронзової доби
- Перелік населених пунктів, що постраждали від Голодомору 1932—1933 (Дніпропетровська область)